# 安田源右衛門
安田 源右衛門（やすだ げんえもん、明治19年（1886年）10月 - 昭和8年（1933年）9月28日）は、日本の経営者。沖縄軌道代表取締役などを務めた。

## 来歴・人物
石川県在籍。1907年東京高等商業学校（現一橋大学）予科入学。1911年同本科卒業。日本郵船入社後、弘済丸乗組などを経て、1915年に家督を相続した。
1918年台南製糖入社。台南製糖工場長兼主事を経て、1927年台南製糖取締役、沖縄第一次健康保険審査会委員。
台南製糖常務取締役と兼務して、1931年からは沖縄軌道代表取締役も務めたが、1933年に株主総会のため東京に出張した際、急病で入院しそのまま48歳で死去した。